# غازسانان
مرغابی‌سانان یا غازسانان (Anseriformes) راسته‌ای از پرندگان هستند که شامل نزدیک به ۱۵۰ گونهٔ زنده در ۳ رده می‌شود.

## فرگشت
در مقایسه با دیگر سرده‌های پرندگان، غازسانان دارای سنگواره‌های پیدا شده به نسبت بیشتری هستند، اگرچه بیشتر این سنگواره‌ها ناکاملند و شامل استخوان‌های گوناگون و پراکنده از یک پرنده باستانی می‌شوند. برپایه داده‌های سنگواره‌ای، هاوارد عنوان کرد که پرندگان آبزی در آغاز ائوسن در ۳۷ تا ۵۵ میلیون سال پیش پدید آمدند. این یافته‌ها همچنین دلیلی بر اینکه پرندگان آبزی در دوره ژوراسیک وجود داشتند ارائه نمی‌دادند.
خاستگاه ائوسنی غازسانان بر پایه سنگوارهٔ Eonessa anaticula مربوط به ائوسن پیشین در ایالات متحده و Romainvillia stehlini از فرانسه، شناخته شده. سنگواره دومی در آغاز مربوط به ائوسن شناخته شد اما بعدها به اولیگوسن آغازین ربط داده شد. در هر حال، به دلیل آنکه این سنگواره‌ها تنها استخوان‌هایی کم‌تعداد و پراکنده بودند امکان یافتن ارتباط دقیق آن‌ها با غازسانان ممکن نبود. بر خلاف این دو اما، سنگواره Presbyornis pervetus به آشکارا گونه‌ای آغازین از غازسانان به‌شمار می‌رود که مربوط به جانوری است که در ۵۰ میلیون سال پیش در نزدیک وایومینگ و یوتا زندگی می‌کرد. از آنجا که راسته پرندگان در ۱۵۰ میلیون سال پیش تشکیل شد، می‌توان نتیجه گرفت که غازسانان و پرندگان آبزی گروهی به نسبت نوین از این راسته هستند.
پیدایش غازیان (شامل غازها و قوها) و مرغابیان راستین را می‌توان به الیگوسن پسین تا میوسن آغازین نسبت داد. سنگواره‌های یافت شده از این گروه عبارتند از Cygnopetrus affinis قو-شکل از الیگوسن بالایی در بلژیک و Paranyroca magna از میوسن پیشین در ایالات متحده. هر دو این سنگواره‌ها معرف نخستین نمونه‌های پرندگان آبزی در فسیل‌های ثبت‌شده هستند.

## تیره‌ها و گروه‌ها
- زیرراستهٔ غازسانیان Anseres
  - تیرهٔ فریادکشان Anhimidae
  - تیرهٔ غازمرغابیان Anseranatidae
  - تیرهٔ مرغابیان (Anatidae )
    - قوها Swans
    - غازیان یا غازها Geese
    - عروس‌مرغابیان Shelducks
    - مرغابیان پهنه‌چین Surface-feeding Ducks
    - اردک‌های شیرجه‌زن Diving Ducks
    - اردک‌های ماهی‌خوار Saw-bills

## گونه‌ها
- آنقوت ( Tadorna ferruginea)
- اردک ارده‌ای (Anas strepera )
- اردک بلوطی ( Aythya nyroca)
- اردک تاجدار ( Netta rufina)
- اردک دم‌دراز (Clangula hyemalis)
- اردک سرحنایی (Aythya ferina )
- اردک سرسفید (Oxyura leucocephala)
- اردک سرسیاه ( Aythya marlia)
- سیاه‌اردک معمولی (اسکوتر سیاه) (Melanitta nigra)
- سیاه‌اردک مخملی (اسکوتر بال سفید) (Melanitta fusca)
- اردک سیاه کاکل ( Aythya fuligula)
- اردک گونه سفید (اردک چشم طلایی) (Bucephala clangula )
- اردک ماهی‌خوار معمولی ( Mergus merganser)
- اردک ماهی‌خوار سفید (مرگوس سفید) ( Mergus albellus)
- اردک ماهی‌خوار کاکلی (مرگوس کاکلی) (Mergus serrator)
- اردک مرمری (خوتکا مرمری) (Marmaronetta angustirostris )
- تنجه (Tadorna tadorna )
- خوتکا (Anas crecca )
- خوتکای ابرو سفید (خوتکای سفید) (Anas querquedula)
- خوتکای هندی (Nettapus coromandelianus)
- خوتکای کاکلی (Anas falcata)
- مرغابی سرسبز یا سرسبز (Anas platyrthynchos )
- عروس غاز (Branta rufiocollis )
- غاز پازرد (Anser fabalis )
- غاز پیشانی‌سفید بزرگ (Anser albifrons )
- غاز پیشانی‌سفید کوچک (Anser erythropus )
- غاز خاکستری ( Anser anser)
- فیلوش شمالی (Anas acuta )
- قو
- قوی فریادکش ( Cygnus cygnus)
- قوی گنگ (Cygnus olor )
- قوی کوچک ( Cygnus columbianus)
- گیلار اوراسیایی (Anas penelope )
- نوک‌پهن شمالی ( Anas clypeata)

## نگارخانه

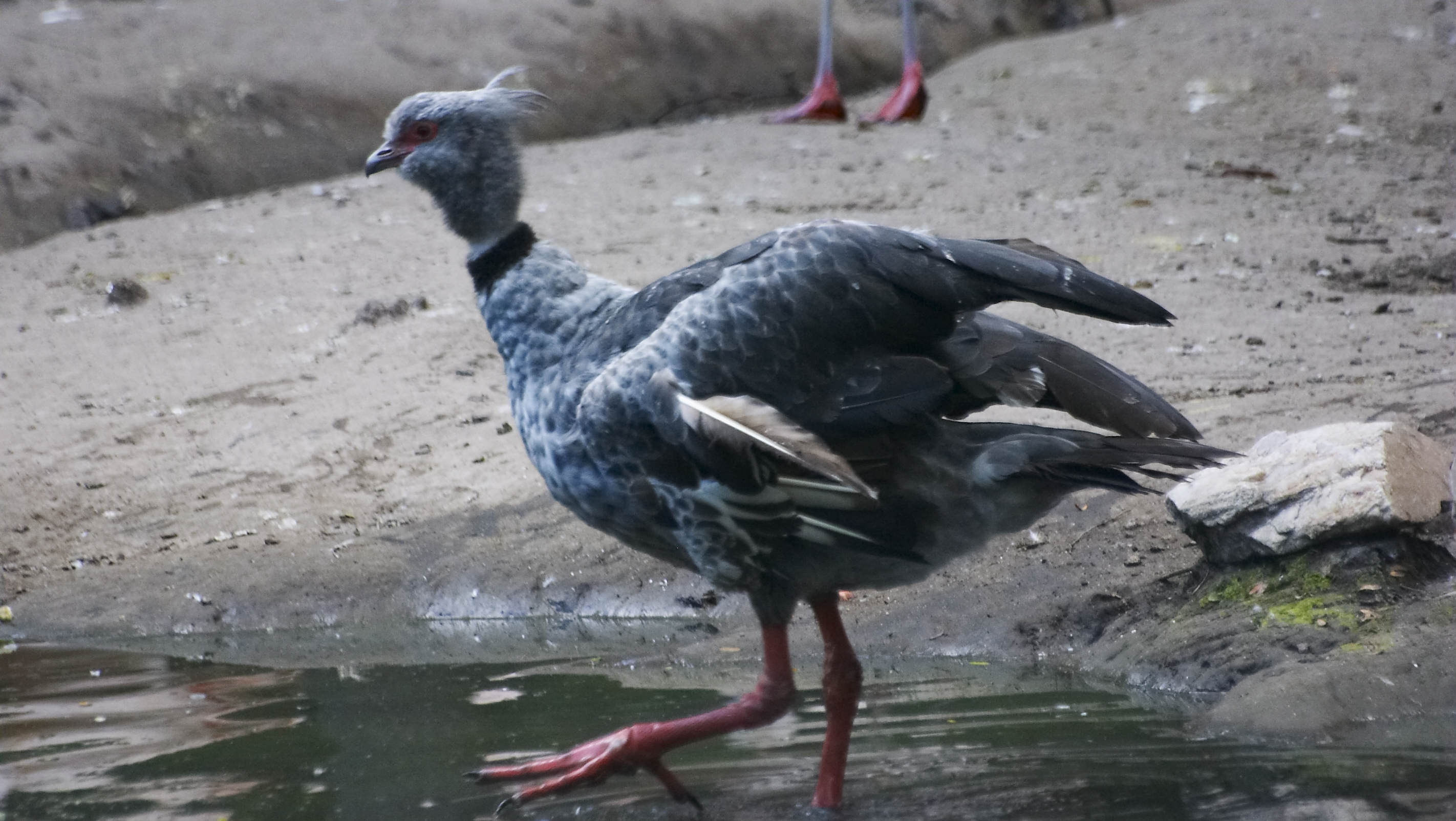
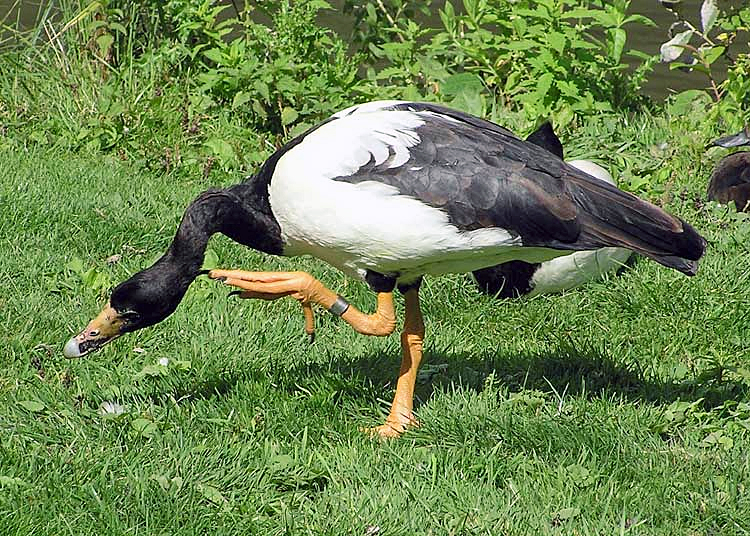
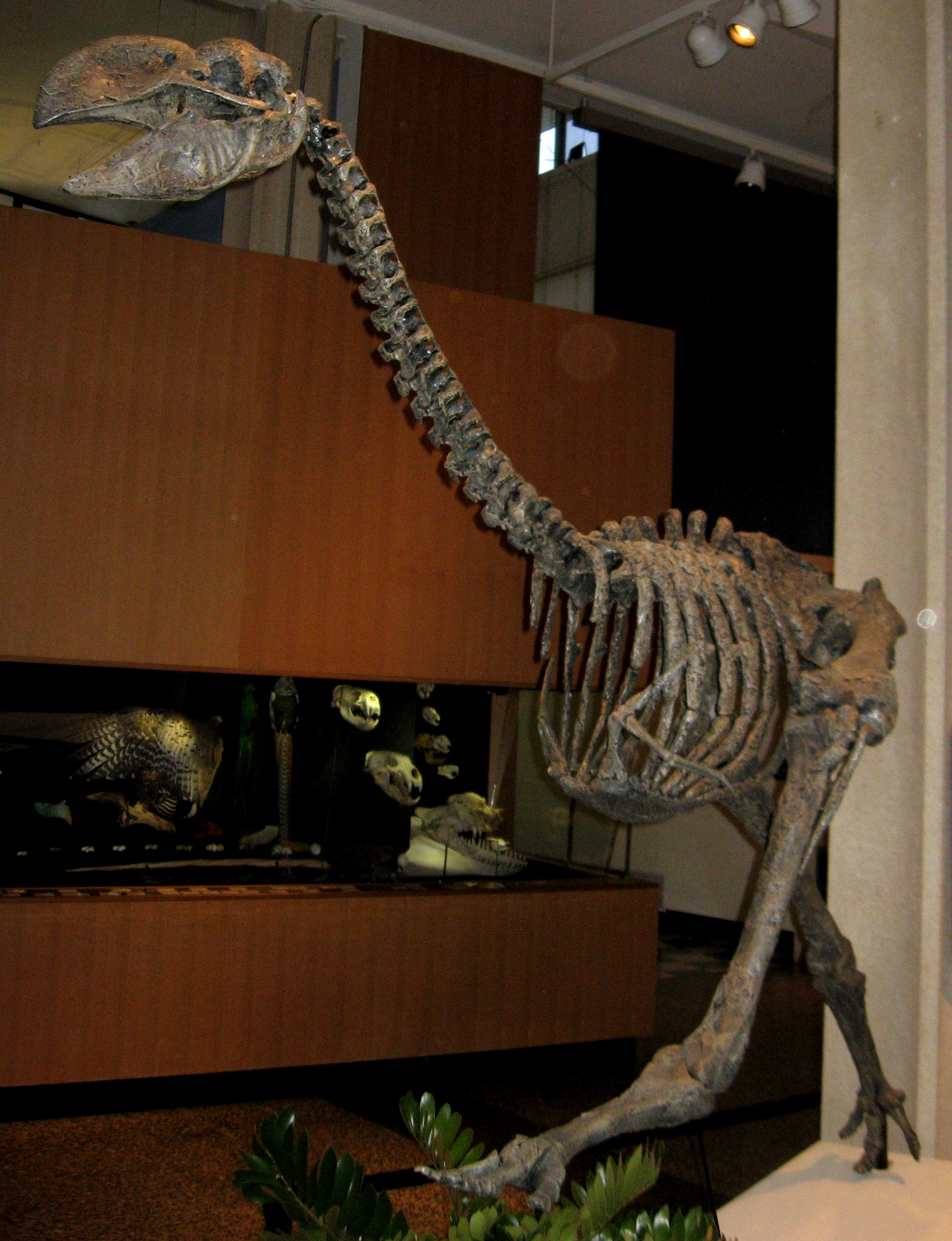